# アイデン&ティティ
『アイデン&ティティ』は、1992年から2004年に刊行されたみうらじゅんの自伝的漫画シリーズ。またこれを原作とし2003年に公開された日本映画。
3部作になっていて、1991年から1992年に『月刊漫画ガロ』（青林堂）にて連載後、第2部となる『マリッジ』が『月刊カドカワ』（角川書店）に掲載され、第3部『アイデン&ティティ32』が『アックス』（青林工藝舎）にて2001年から2003年まで連載された。

## 概要
1980年代後半から1990年代初頭の日本におけるバンドブームを背景としており、みうらじゅんが在籍していたバンド「大島渚」の映像も少しだけ登場する。また、みうらが敬愛するボブ・ディランへのオマージュが随所に表れており、主題歌「ライク・ア・ローリング・ストーン」の他にも、劇中でディランの曲やレコード・ジャケットが度々登場。
音楽へのこだわりが強い映画で、ムーンライダーズの白井良明などのミュージシャンが音楽を担当している。作中でボブ・ディランの楽曲が使用されているのはみうらの強い希望であり、ディラン本人に英訳した脚本を読んでもらって承諾を得ている。「作中で絶妙なタイミングでかかる」とみうらが感動しており、感動して泣いたと話している（日曜日の秘密基地、2004年1月11日）。

## あらすじ
バンド・ブームに乗ってメジャー・デビューしたSPEED WAY。デビュー曲がそこそこヒットし、女性ファンも増えた。しかし、ギタリストの中島は、本当のロックを求めて葛藤する。そんな時、中島が暮らす高円寺のアパートに、ボブ・ディランのような風貌の、謎めいたハーモニカ吹きが現れた。その姿は中島にしか見えなかった。やがてバンド・ブームは終息。ある事件をきっかけに、中島は自ら歌うことを決意するが…。

## 登場人物
中島
主人公。SPEEDWAYのギター。普段は優しく真面目な性格だが、自分の個性や好き嫌いに強いこだわりを持っていて、相手に食ってかかることもよくある。自分たちの理想のロックミュージシャン像と、ある時は売れないミュージシャンとして、ある時はタレントになっていく現実の自分たちとのギャップにいつも悩み、ロックとは何かと自問自答している。そんな時、必ず妄想のボブ・ディランが目の前に現れ、彼に助言を与える。ジョニーがSPEEDWAYを脱退してからはボーカルも担当する。
ボブ・ディラン
中島が悩んだ時に現れる幻影。「プヒ～」とブルースハープを吹きつつ現れ、中島に歌によって助言する。
中島の彼女
中島のところへ通ってくる美人の恋人。中島が売れてない頃からのつきあいで、中島の音楽をとても気に入っていており、生活面をサポートする。落ち着いていて達観した性格。
岩本
SPEEDWAYのライバルバンドのボーカル。仲間内ではいち早く売れ、テレビタレントとしても売れっ子。『アイデン＆ティティ32』では癌に侵されていることが発覚する。
ジョニー
SPEEDWAYボーカル。下衆な芸能記者にブチ切れた中島に、「バンドだって社会だ」と嫌悪感を示し、バンドを脱退する。
トシ
SPEEDWAYベース。中島やジョニーほどのこだわりはないが、バンドの浮き沈みに不安を感じている。『マリッジ（アイデン＆ティティ27）』では付き合っていた彼女と結婚する。
豆蔵
SPEEDWAYのドラム。本編では名前が出ない。
社長
SPEEDWAYの所属する事務所社長。グループサウンズ出身の元ミュージシャン。

## 書誌情報
- アイデン&ティティ（1992年12月、青林堂、ISBN 978-4-7926-0228-4)
- マリッジ（1996年5月、角川書店、ISBN 978-4-04-852672-2）
- アイデン&ティティ 24歳/27歳（1997年11月21日、角川文庫、ISBN 978-4-04-343401-5） - 『アイデン&ティティ』『マリッジ』収録
- アイデン&ティティ32（2004年6月25日、青林工藝舎、ISBN 978-4-88379-150-7）

## 映画
田口トモロヲが映画監督に初挑戦し、宮藤官九郎が脚本を担当、元GOING STEADY、現銀杏BOYZの峯田和伸がロック・ミュージシャン役で主演している。

### 主要キャスト
- 中島 - 峯田和伸（スピードウェイギター）
- 中島の彼女 - 麻生久美子
- ジョニー - 中村獅童（スピードウェイボーカル）
- トシ - 大森南朋（スピードウェイベース）
- 豆蔵 - マギー（スピードウェイドラム）
- 岩本 - コタニキンヤ
- 事務所社長 - 岸部四郎
- 居酒屋店長 - 三上寛
- ストリートミュージシャン - ポカスカジャン
- 編集者 - 大杉漣
- ファン - 平岩紙
- 中島の父 - 塩見三省
- 中島の母 - あき竹城

### スタッフ
- 原作 - みうらじゅん『アイデン&ティティ』（角川文庫刊）
- 監督 - 田口トモロヲ
- 助監督 - 崎田健一
- 製作者 - 瀬崎巌、甲斐真樹、村山創太郎
- プロデューサー - 小西啓介、代情明彦
- 脚本 - 宮藤官九郎
- 撮影 - 高間賢治
- 美術 - 丸尾知行
- 編集 - 上野聡一
- 音楽 - 白井良明、大友良英、遠藤賢司
- 照明 - 上保正道
- 録音 - 岩倉雅之
- 製作会社 - 『アイデン&ティティ』製作委員会（東北新社、アーティストフィルム、ビッグショット）

### 補足
- 原作からの設定の「主人公だけが見える助言役」が登場するのは、ハンフリー・ボガート（のソックリさん）が登場する、ウディ・アレンの映画『ボギー!俺も男だ』の影響である。
- 主人公のモデルは、人間椅子のギター・ボーカルである和嶋慎治だという[1]。
- 岩本のモデルはremoteのボーカル池田貴族で、本人同様、癌に冒されるという展開になる[2]。

## アルバム
アイデン&ティティ（2004年6月2日、選曲・装丁・解説：みうらじゅん、ソニー・ミュージック、MHCP 166）
漫画『アイデン&ティティ』に登場するボブ・ディランの曲を、みうらじゅんが選曲・装丁・解説をし、まとめたコンピレーション・アルバム。2004年にリリースされた。
みうらは、1993年に同じくディランの2枚組コンピレーション・アルバム『DYLANがROCK』を企画し、サンプル盤まで制作されたが、みうらじゅんのイラストによるジャケットにディラン側から許可が出ず、結局リリースされずに終わっていた。映画化に際し「ライク・ア・ローリング・ストーン」を主題歌にした後も交渉を続け、念願かなってリリースされたアルバムだった。

### 収録曲
1. マギーズ・ファーム - Maggie's Farm
Album Version
2. 愚かな風 - Idiot Wind
『血の轍』（1975年）収録 Album Version
3. イフ・ドッグズ・ラン・フリー - If Dogs Run Free
4. アイ・スリュー・イット・オール・アウェイ - I Threw It All Away
5. サブタレニアン・ホームシック・ブルース - Subterranean Homesick Blues
6. ライク・ア・ローリング・ストーン - Like A Rolling Stone
『追憶のハイウェイ61』（1965年）収録 Album Version
7. いつもの朝に - One Too Many Mornings
8. 時代は変る - The Times They Are a-Changin'
9. フランキー・リーとジュダス・プリーストのバラッド - The Ballad Of Frankie Lee And Judas Priest
『ジョン・ウェズリー・ハーディング』（1967年）収録 Album Version
10. 嵐からの隠れ場所 - Shelter from the Storm
『血の轍』（1975年）収録 Album Version
11. 悲しきベイブ - It Ain't Me Babe
『アナザー・サイド・オブ・ボブ・ディラン』（1964年）収録 Album Version
12. 我が道を行く - Most Likely You Go Your Way and I'll Go Mine
13. 雨のバケツ - Buckets of Rain
14. フット・オブ・プライド - Foot of Pride
15. 明日は遠く - Tomorrow Is a Long Time
16. イッツ・オール・オーバー・ナウ、ベイビー・ブルー - It's All Over Now, Baby Blue
17. ウディに捧げる歌 - Song To Woody
18. アイ・スリュー・イット・オール・アウェイ - I Threw It All Away
『ナッシュヴィル・スカイライン』（1969年）収録 Album Version

### リリース
| 日付         | レーベル | フォーマット | カタログ番号 | 付記 |
| ------------ | -------- | ------------ | ------------ | ---- |
| 2004年6月2日 | ソニー   | 2CD          | MHCP-166     |      |